# 異国の丘
『異国の丘』（いこくのおか）は、シベリア抑留の兵士の間で歌われていた日本の歌謡曲の楽曲であり、およびそれをモチーフとして1949年（昭和24年）に製作・公開された日本の映画である。

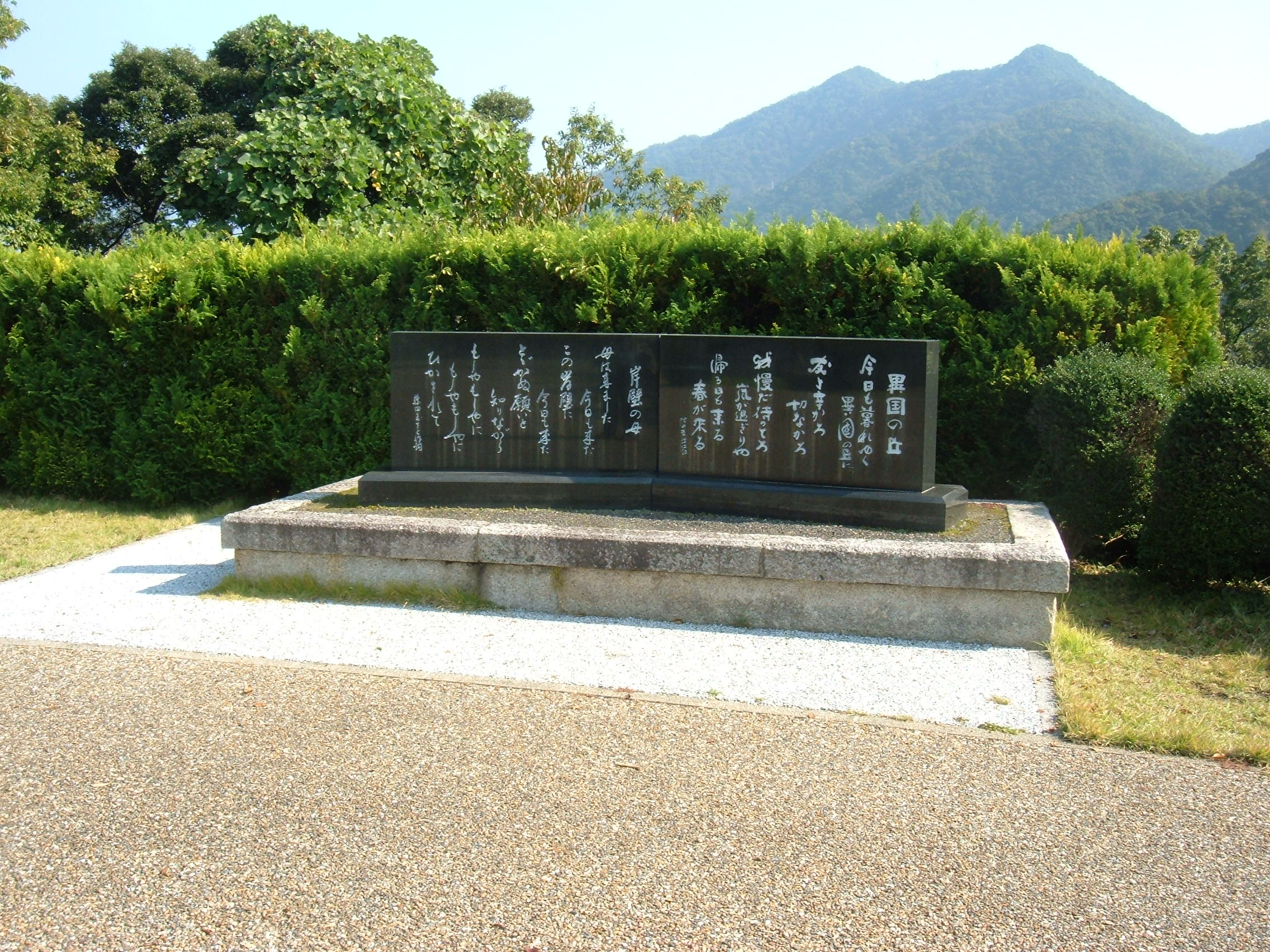
引揚記念公園（舞鶴市）、「異国の丘」「岸壁の母」詩碑

## 歌謡曲
作詞作曲
増田幸治作詞（佐伯孝夫補詞）、吉田正作曲。
1943年（昭和18年）に陸軍上等兵として満州にいた吉田正が、現地で療養中に部隊の士気を上げるため作曲した「大興安嶺突破演習の歌」が原曲である。戦後、シベリアに抑留されていた兵士の間で歌われ、抑留兵のひとりだった増田幸治が作詞した。非常に強い望郷の思いを歌っている。原題は『昨日も今日も』である。
歌唱
竹山逸郎、中村耕造の歌唱で、1948年（昭和23年）9月、ビクターレコードから発売された。1968年時点での累計売上は50万枚。
経緯
昭和23年8月1日、NHKラジオの素人のど自慢でシベリア復員兵の中村耕造が、よみ人しらず「俘虜の歌える」と題して歌った。しかし、よみ人しらずで歌ったため伴奏のアコーディオンがついていけなかったこともあり、その回は鐘ひとつ（不合格）で終わったという。しかし、その後（翌週とのこと）、再びこの曲を歌う者が現れた。その際は、アコーディオンがその曲を知っていた（前回よみ人しらずで歌ったため）こともあり鐘三つで合格したのだが、「この曲は一体何の曲？」と話題となり、NHKがラジオにて作曲家をさがし始めることとなった。
しかし、募集直後から「私が作曲した」と偽ったものが何人も応募し、作曲家探しは混乱を極めてしまった。
一方、同月、2月に舞鶴港へ復員し、静養の後、入隊前の会社に復帰した吉田正がその話をたまたま聞き、NHKへ名乗り出たことにより、正式な作曲家が確定。翌月補作詞した後この曲が世のものとなり、また吉田正が大作曲家としての足がかりとなった。
名曲として様々な歌手によって歌い継がれており、シングルとしては1961年に三浦洸一のカバーが発売されている（レコード番号：VS-601）。

## 映画
1949年にはこの曲をモチーフとして新東宝・渡辺プロダクション共同製作で映画化され、東宝が配給した。渡辺プロダクションとは、ジャズミュージシャンの渡辺晋が創業したいわゆるナベプロではなく、渡辺邦男のプロダクションである。原作は芹沢光治良の『夜毎の夢に』である。作曲者の吉田正が本人役で出演している。

### キャスト
- 久米子 - 花井蘭子
- 清 - 上原謙
- 姑・いく - 浦辺粂子
- 長二 - 坂内永三郎
- 三男 - 田中春男
- 津山洋子 - 水原久美子
- 伊藤文子 - 宮川玲子
- 麻布の叔母 - 清川玉枝
- 文子の夫 - 大日方傳
- 清の長男 - 渡辺茂夫

## ミュージカル
劇団四季公演。歌と直接の関係はなく、映画とは異なるストーリーである。